# Нейропіль
В нейроанатомії нейропіль (або нейропіл) це ділянка між нейрональними клітинними тілами в сірій речовині головного і спинного мозку (тобто центральної нервової системи). нейропіль складається із густого плетива аксонних терміналей, дендритів та відростків гліальних клітин. Це місце, де формуються синапси між аксонами і дендритами.
Біла речовина мозку, яка в основному складається з аксонів і гліальних клітин, не вважається частиною нейропілю.

## Етимологія
Термін походить із двох грецьких слів: нейро and пілюс, що означає фетр (повсть).